# Maria Labia
Maria Labia (* 14. Februar 1880 in Verona; † 10. Februar 1953 in Malcesine) war eine italienische Opernsängerin (Sopran). 
Gleich ihrer älteren Schwester Fausta hatte Maria Labia den ersten Gesangsunterricht bei ihrer Mutter, der Contessa Cecilia Labia. Sie trat zunächst als Konzertsängerin auf und debütierte 1905 an der Königlichen Oper in Stockholm als Mimi in Giacomo Puccinis La Bohème. 1906 engagierte sie Hans Gregor an die Komische Oper Berlin, wo sie bis 1911 auftrat und große Erfolge als Tosca, Martha in Tiefland von Eugen d’Albert und als Carmen hatte.
Ebenso  erfolgreich war sie am Manhattan Opera House in New York (1908–10) als Tosca, Carmen, als Amelia in Giuseppe Verdis Un ballo in maschera und Rita in der Erstaufführung von  Jan Blockx’ La Princesse d’Auberge (1909). Sie gastierte 1909 an der Pariser Oper und 1911 an der Wiener Hofoper und sang 1913 an der Mailänder Scala die Titelpartie in Richard Strauss’ Oper Salome. Nach Auftritten an den großen Opernhäusern Italiens wurde sie während des Ersten Weltkrieges wegen angeblicher Spionage für Deutschland verhaftet. Nachdem sich die Beschuldigung als völlig haltlos erwiesen hatte, wurde sie freigelassen, trat aber in der Kriegszeit nicht mehr in Italien auf.
1919 sang sie am Teatro Costanzi in Rom in der europäischen Erstaufführung von Puccinis Il tabarro die Partie der Giorgetta. An der Mailänder Scala hörte man sie als Alice Ford in Verdis Falstaff, Felicitá in der Uraufführung von Ermanno Wolf-Ferraris I quattro rusteghi (1922) und Cathérine in Umberto Giordanos Madame Sans-Gêne (1923). Anfang der 1930er Jahre gastierte sie in Deutschland und Polen.
Nach ihrem Rückzug von der Bühne 1936 unterrichtete Labia zunächst am Warschauer Konservatorium, später an der Accademia Chigiana in Siena, in Rom und zuletzt in ihrer Villa am Gardasee. 1950 veröffentlichte sie ihre Autobiographie Guardare indietro: che fatica. Von ihr sind Plattenaufnahmen bei Odeon (u. a. Duette mit Hermann Jadlowker), Edisonzylinder und -platten sowie Aufnahmen bei
Victor erhalten.